# Tournoi de tennis de North Conway
Le tournoi de North Conway (New Hampshire, États-Unis) est un tournoi de tennis professionnel masculin du circuit (ATP) qui a été organisé de 1975 à 1984. 
Il succédait au tournoi de Bretton Woods et a été remplacé au calendrier 1985 par le tournoi de Stratton Mountain.

## Palmarès messieurs

### Simple
| No | Date       | Nom et lieu du tournoi            | Catégorie | Dotation  | Surface      | Vainqueur       | Finaliste       | Score         |  |
| -- | ---------- | --------------------------------- | --------- | --------- | ------------ | --------------- | --------------- | ------------- |  |
| 1  | 04-08-1975 | Volvo International, North Conway |           | NC $      | Terre (ext.) | Jimmy Connors   | Ken Rosewall    | 6-2, 6-2      |  |
| 2  | 09-08-1976 | Volvo International, North Conway |           | NC $      | Terre (ext.) | Jimmy Connors   | Raúl Ramírez    | 7-6, 4-6, 6-3 |  |
| 3  | 01-08-1977 | Volvo International, North Conway |           | 125 000 $ | Terre (ext.) | John Alexander  | Manuel Orantes  | 2-6, 6-4, 6-4 |  |
| 4  | 31-07-1978 | Volvo International, North Conway |           | 175 000 $ | Terre (ext.) | Eddie Dibbs     | John Alexander  | 6-4, 6-4      |  |
| 5  | 30-07-1979 | Volvo International, North Conway |           | 175 000 $ | Terre (ext.) | Harold Solomon  | José Higueras   | 5-7, 6-4, 7-6 |  |
| 6  | 28-07-1980 | Volvo International, North Conway |           | 175 000 $ | Terre (ext.) | Jimmy Connors   | Eddie Dibbs     | 6-3, 5-7, 6-1 |  |
| 7  | 27-07-1981 | Volvo International, North Conway |           | 175 000 $ | Terre (ext.) | José Luis Clerc | Guillermo Vilas | 6-3, 6-2      |  |
| 8  | 26-07-1982 | Volvo International, North Conway |           | 200 000 $ | Terre (ext.) | Ivan Lendl      | José Higueras   | 6-3, 6-2      |  |
| 9  | 25-07-1983 | Volvo International, North Conway |           | 200 000 $ | Terre (ext.) | José Luis Clerc | Andrés Gómez    | 6-3, 6-1      |  |
| 10 | 30-07-1984 | Volvo International, North Conway |           | 200 000 $ | Terre (ext.) | Joakim Nyström  | Tim Wilkison    | 6-2, 7-5      |  |

### Double
| No | Date       | Nom et lieu du tournoi            | Catégorie | Dotation  | Surface      | Vainqueurs                      | Finalistes                     | Score         |  |
| -- | ---------- | --------------------------------- | --------- | --------- | ------------ | ------------------------------- | ------------------------------ | ------------- |  |
| 1  | 04-08-1975 | Volvo International, North Conway |           | NC $      | Terre (ext.) | Haroon Rahim Erik van Dillen    | John Alexander Phil Dent       | 7-6, 7-6      |  |
| 2  | 09-08-1976 | Volvo International, North Conway |           | NC $      | Terre (ext.) | Brian Gottfried Raúl Ramírez    | Ricardo Cano Víctor Pecci      | 6-3, 6-0      |  |
| 3  | 01-08-1977 | Volvo International, North Conway |           | 125 000 $ | Terre (ext.) | Brian Gottfried Raúl Ramírez    | Fred McNair Sherwood Stewart   | 7-5, 6-3      |  |
| 4  | 31-07-1978 | Volvo International, North Conway |           | 175 000 $ | Terre (ext.) | Robin Drysdale Van Winitsky     | Mike Fishbach Bernard Mitton   | 4-6, 7-6, 6-3 |  |
| 5  | 30-07-1979 | Volvo International, North Conway |           | 175 000 $ | Terre (ext.) | Ion Țiriac Guillermo Vilas      | John Sadri Tim Wilkison        | 6-4, 7-6      |  |
| 6  | 28-07-1980 | Volvo International, North Conway |           | 175 000 $ | Terre (ext.) | Jimmy Connors Brian Gottfried   | Kevin Curren Steve Denton      | 7-6, 6-2      |  |
| 7  | 27-07-1981 | Volvo International, North Conway |           | 175 000 $ | Terre (ext.) | Heinz Günthardt Peter McNamara  | Pavel Složil Ferdi Taygan      | 7-5, 6-4      |  |
| 8  | 26-07-1982 | Volvo International, North Conway |           | 200 000 $ | Terre (ext.) | Sherwood Stewart Ferdi Taygan   | Pablo Arraya Eric Fromm        | 6-2, 7-6      |  |
| 9  | 25-07-1983 | Volvo International, North Conway |           | 200 000 $ | Terre (ext.) | Mark Edmondson Sherwood Stewart | Eric Fromm Drew Gitlin         | 7-6, 6-1      |  |
| 10 | 30-07-1984 | Volvo International, North Conway |           | 200 000 $ | Terre (ext.) | Brian Gottfried Tomáš Šmíd      | Cássio Motta Blaine Willenborg | 6-4, 6-2      |  |